# Champex-Lac
 (février 2023).
Champex-Lac est une station touristique du canton du Valais situé sur la commune d'Orsières, en Suisse.

## Géographie
Station de montagne située à 1 500 mètres d'altitude entre le mont Catogne (2 597,9 m) et la Breya (2 200 m), au pied du massif du Mont-Blanc, le village de Champex se trouve au bord d'un lac de montagne. C'est le départ de nombreuses randonnées pédestres alpines donnant accès entre autres aux cabanes d'Orny et du Trient. La station est également une étape de passage du tour du Mont-Blanc, en direction du val d'Arpette ou de Bovine.
La station compte trois villages. Le premier, depuis Orsières, est Champex-Lac. Puis suivent Champex d’en-Haut (au départ du télésiège de la Breya) et Champex d’en-Bas, en direction de Bovernier.

## Histoire
Le nom de Champex tire son origine de “campellum”, qui signifie petit champ.
Champex était un mayen (pâturage d'altitude moyenne, comportant des bâtiments, où l'on conduit les troupeaux pendant la bonne saison) situé sur la commune d'Orsières.
Dès 1876, le Club alpin vaudois construit la cabane d’Orny. L'essor touristique commença en 1892 avec la construction de l'hôtel de la Poste. L'accès à Champex s'effectuait alors avec des voitures à chevaux depuis Martigny. En 1907 la station compte neuf hôtels avec plus de 500 lits. Elle est alors principalement fréquentée en période estivale et offre de nombreuses activités, telles que le canotage sur son lac, les excursions, le tennis ou la pêche à la truite, et en hiver le ski.
En 1926, la construction de la route Les Valettes-Champex permet de faciliter l'accès à Champex. Puis suit en 1928 la construction de la route Orsières-Champex.
L'activité touristique hivernale s'est développée dès les années 1950 avec la construction en 1952 du télésiège de la Breya.

## Tourisme
Le lac attire beaucoup de monde : les pêcheurs, ses eaux comptant des truites fario, saumons de fontaine, cristivomers et truites arc-en-ciel ; les amateurs de pédalos et stand up paddle en été mais aussi les patineurs ou skieurs de fond en hiver.
Le jardin botanique alpin Flore-Alpe, bien culturel d'importance nationale, se trouve depuis 1925 sur le territoire de la station.
Un fort d'artillerie, sur le même territoire, a été construit sous la montagne du Catogne de 1940 à 1943. Ce fort, de plus de 600 mètres de galeries, pouvant accueillir 300 hommes et comptant quatre casemates équipées de leurs canons, a été utilisé par l'armée jusqu'en 1988 et peut aujourd'hui être visité. Il s'agissait du pivot central du dispositif fortifié de la région du Grand-Saint-Bernard.
Une patinoire en glace naturelle et une pyramide de glace de 16 mètres de haut complètent l'offre touristique du site de Champex-Lac et de ses environs.
Il est possible d'apercevoir les montagnes du Grand Combin, des Dents du Midi et le Vélan. La station se situe sur le parcours du Tour du Mont-Blanc et de l'itinéraire de la Haute route.

### Domaine skiable
Un petit domaine skiable a été aménagé sur les hauteurs de la station. Il est exploité par la société Télé La Fouly - Champex-Lac, sans toutefois qu'il n'y ait de liaison directe avec la station voisine de La Fouly. Le village possède aussi une école de ski.
Le domaine a été aménagé en grande partie en forêt, avec uniquement la partie supérieure qui offre des pistes et des hors-pistes en partie au-delà de la limite de la forêt. Les remontées mécaniques sont dans l'ensemble peu modernes. Elles ont la particularité d'être en service à partir de 9h30, soit plus tard que les stations voisines. Le domaine, relativement peu fréquenté, est principalement situé en altitude. Il est accessible par un télésiège 2-places qui rejoint directement le sommet du domaine à la Breya, près de 700 m de dénivelé plus haut. De là partent quelques pistes très pentues sur leur partie haute, desservies par un court télésiège remontant près de 200 m de dénivelé. Une piste noire, très caillouteuse même quand le niveau d'enneigement naturel est satisfaisant par ailleurs, permet le retour rapide à la station. La principale piste de retour demeure une piste bleue, en réalité une route forestière enneigée, particulièrement peu pentue et relativement longue - elle constitue la moitié du kilométrage total du domaine. Celle-ci sert aussi de piste de luge. Un court téléski pour débutants complète l'offre, à l'écart du reste du domaine, pour une cinquantaine de mètres de dénivelé.
La station propose, avec le pass Saint-Bernard, une offre forfaitaire commune avec les stations voisines de La Fouly et de Vichères-Liddes qui comprend également de nombreuses activités et les transports publics au départ d'Orsières.
Le télésiège est aussi exploité pour la saison estivale.
Il est possible de pratiquer le ski de fond sur deux pistes, entre 1 340 et 1 500 mètres d'altitude.
Une piste de luge de 6,7 km complète l'offre. Elle part du sommet de la Breya, traverse le Vallon d'Arpette, et rejoint Champex-Lac.